# Alois Hnilička
Alois Hnilička (21. března 1826 Ústí nad Orlicí – 10. listopadu 1909 Chrudim) byl český hudební skladatel, učitel a sbormistr.

## Život
Narodil se v rodině zdejšího kantora a ředitele kůru Františka Hniličky, od kterého dostal základy hudebního vzdělání. Když mu v 10 letech zemřela matka, byl mladý Hnilička přijat jako sopranista do proslulého augustiniánského kláštera v Brně, kde posléze vypomáhal jako houslista v divadle. Po ztrátě chlapeckého hlasu se vrátil ke svému otci do rodiště, kde se pilně cvičil ve hře na varhany a také se seznamoval s dechovými nástroji. Od r. 1843 navštěvoval hlavní vzornou školu na Malé Straně v Praze a současně navštěvoval proslulou varhanickou školu (tehdy dvouletá). Již za studií projevoval Hnilička velké nadání v kontrapunktu a byl také za tuto svoji dovednost na konci 2. ročníku vyznamenán.
V r. 1845 vstoupil na přání svého otce do přípravného jednoletého učitelského kurzu v Hradci Králové, po jehož absolvování působil na mnoha vesnicích jako podučitel a varhaník (např. Žamberk, Německé Heřmanice apod.) až se nakonec usadil ve svém rodišti. Mimo školních povinností se věnuje horlivě kompozici (první skladba již v 17 letech – mše C dur op. 1) a studiu děl J. Haydna, W. A. Mozarta a L. van Beethovena. Za svého pobytu v Ústí vytvořil Hnilička na 63 hudebních děl, jsou mezi nimi zejména duchovní díla (mše, litanie, žalmy…), ale také např. ve své době velice oblíbené mužské sbory nebo první česká symfonická báseň Táborita op. 60 (1862) s violovým sólem a obligátním mužským sborem (zpěv chorálu Ktož jsú boží bojovníci), o které se pochvalně vyjadřoval i Bedřich Smetana.
Protože Ústí nedokázalo vytvořit pro Hniličku vhodné pracovní podmínky, přestěhoval se, díky úsilí J. Klimeše, s celou rodinou do Chrudimi, kde se stal r. 1863 varhaníkem a později (1872) i ředitelem kůru. Mimo to vedl dlouhá léta chrudimskou ostrostřeleckou kapelu, byl sbormistrem zpěváckého spolku Slavoj, dlouholetým členem Klimešova kvarteta a v neposlední řadě působil jako věhlasný hudební pedagog a první učitel hudby na chrudimském gymnáziu. Mezi jeho žáky patřili např. pozdější pěvec ND Bohumil Benoni, hudební vědec Jaroslav Mikan (1881–1948) nebo František Neumann (1874–1929), pozdější náš přední operní dirigent, hlavně brněnské opery.
Hniličkovým přítelem byl a s jeho tvorbou se setkal také Antonín Dvořák, kterému věnoval Hnilička svůj smyčcový kvintet op. 126 c moll, o němž se Dvořák velmi pochvalně vyjádřil. Hnilička spolupůsobil na drtivé většině hudebních podniků v Chrudimi, nejdůležitější pro něj byl však chrudimský kůr.
Alois Hnilička zemřel v Chrudimi 10. listopadu 1909.
Pro nás je dnes důležitý zejména Hniličkův odkaz, jeho skladatelská činnost. Protože byl velice skromným neprůbojným člověkem, bylo z jeho díla vydáno jen velmi málo skladeb. Naprostá většina zůstala uzavřena za zdmi archivů a muzeí. Že byly jeho kompozice velmi oblíbené, víme z dobových ohlasů. Sám však svou tvorbu nikdy neprosazoval.

## Tvorba

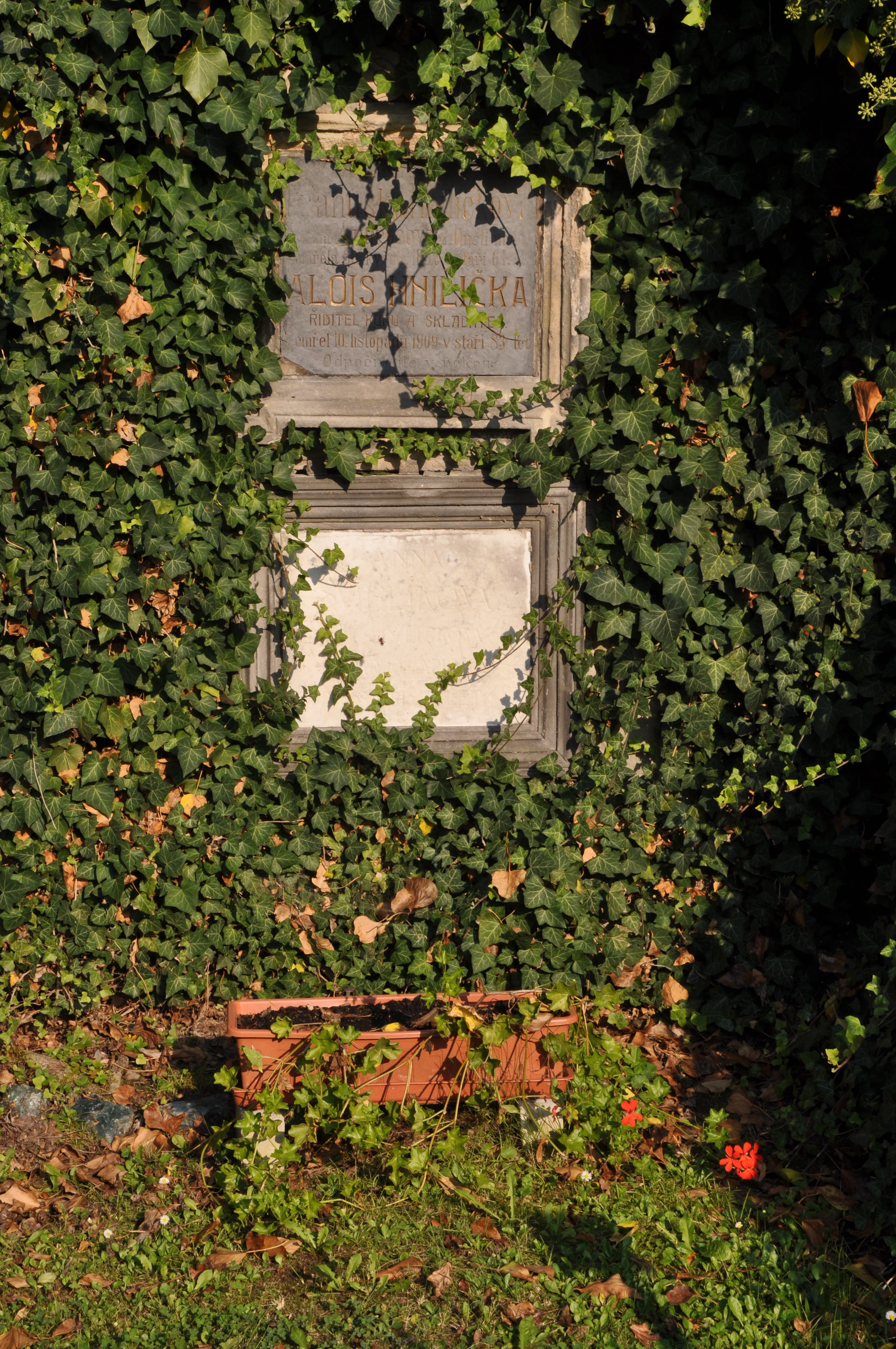
Hrob Aloise Hniličky v Chrudimi na hřbitově u Václava

Hniličkova tvorba čítá na 216 opusů. Je zde zastoupeno množství hodnotných duchovních skladeb – zejména 26 mší, z nich jmenujme např. 3 vánoční – latinské z mládí, Slavnostní mši D dur, op. 93, kterou se uvedl do funkce ředitele kůru v Chrudimi, dále Slavnostní mši C dur se sólovými varhanami, Mši Es dur, op. 184 pro velký smíšený sbor, kterou věnoval Slavoji, nebo poslední dílo vůbec – Slavnostní mši „Cecilskou“, op. 216. Velmi pozoruhodným a unikátním dílem je Stabat Mater pro 2 sbory, sólisty a smyčcový orchestr na český text. Dále je možné jmenovat 3 rekviem, Te Deum, různé sbory, písně. Z orchestrálních skladeb je možné připomenout 2 symfonie, 3 symfonické básně (Táborita, op. 60, Finále, op. 185 a Neděle na venkově, op. 189), řadu ouvertur, 2 houslové koncerty nebo Suitu pro smyčcový orchestr, op. 135. Jediná opera Žižkův dub na libreto V. K. Klicpery nebyla nikdy provedena. Z kantátové a oratorní tvorby jmenujme rané oratorium Ztracený ráj, op. 14 na český překlad básně J. Miltona, nebo kantátu Lilie, podle K. J. Erbena. Hnilička je také autorem obrovského množství komorní hudby (hlavně smyčcová kvarteta), klavírních, varhanních a instruktivních skladeb.
Pravda je, že Hnilička vyšel ze starší školy a stavěl tedy dlouho na klasických základech (nesmí se zde zapomínat na vliv prostředí!), ale časem se propracoval k osobitému uměleckému vyjadřování, působivé harmonii a kontrapunktické vynalézavosti. Jeho zejména duchovní skladby nevynikají okázalostí a pompézností, zato v sobě mají velkou spiritualitu, a pokoru, neboť byly komponovány z čisté lásky a víry.